# Ivan Rukavina
Ivan Rukavina (Otočac, 26. siječnja 1912. – Zagreb, 3. travnja 1992.), general armije, sudionik Španjolskog građanskog rata, narodni heroj Jugoslavije, političar.
Kao zapovjednik Glavnog štaba Hrvatske, sudjelovao u odluci da u rujnu 1943. godine partizani spale veliko hrvatsko selo Zrin.

## Životopis
Ivan Josip Rukavina rodio se u Otočcu 1912. godine. Prije Drugog svjetskog rata student je Medicinskog fakulteta u Zagrebu. Od 1935. godine član je KPJ, a 1936. godine odlazi kao dragovoljac u španjolski građanski rat gdje postaje zapovjednik bataljuna republikanske vojske s činom kapetana. Od 1941. godine sudionik je NOP-a u Hrvatskoj. Član je vojnog komiteta CK KPH, a nakon što se istakao u borbama protiv okupatora i kvislinških snaga postaje zapovjednik Glavnog štaba Hrvatske. Dužnost zapovjednika Glavnog štaba Hrvatske obnaša od 1941. do 1943. godine. Od studenog 1943. zapovjeda 4. korpusom NOVJ, a 1944. postaje zapovjedink Vojne uprave za Vojvodinu i tu dužnost obnaša do 1945. godine.
U SFRJ obnašao je dužnosti pomoćnika državnog sekretara za narodnu obranu (ministra obrane), načelnik Više vojne akademije JNA, zapovjednika zagrebačke vojne oblasti i člana CK SKH i CK SKJ. Pripadao je nacionalno-demokratskoj struji SKH. Bio je jedan od tvoraca koncepcije općenarodne obrane kojom su ojačane funkcije republika unutar SFRJ zbog čega je ulazio u sukobe s unitarstičkim krugovima unutar SKJ. Podržavao je Hrvatsko proljeće pa je bio u nemilosti tadašnjih vlasti. Umirovljen je 1977. godine. Politikom se nastavio baviti i u kasnijim godinama pa je tako 1990. sudjelovao u osnivanju HNS-a.